# Donald Djoussé
Donald Dering Djoussé (ur. 18 marca 1990 w Duali) – kameruński piłkarz występujący na pozycji napastnika w portugalskim klubie Rebordosa A.C..

## Kariera
Początkowo Djoussé był zawodnikiem klubów kameruńskich, a następnie gruzińskich. W sezonie 2007/2008 grał w SK Bordżomi. W latach 2008–2011 był graczem Dinamo Tbilisi, z którym w 2009 roku zdobył puchar Gruzji. W barwach stołecznego zespołu występował także w europejskich pucharach – kwalifikacjach Ligi Mistrzów (dwa mecze) i Ligi Europy (osiem spotkań). W lipcu 2011 roku podpisał trzyletni kontrakt z Pogonią Szczecin. W debiucie w nowej drużynie strzelił gola w wygranym pojedynku z Polonią Bytom (3:0). W sezonie 2011/2012 wywalczył z Pogonią awans do Ekstraklasy, w której zagrał w 27 meczach. W drużynie ze Szczecina spędził 2,5 roku, a w swoim ostatnim meczu w granatowo-bordowych barwach spędził na boisku zaledwie 37 sekund, po czym obejrzał czerwoną kartkę. Po tym wydarzeniu trener postanowił odsunąć Donalda od drużyny, zaś kilka dni później rozwiązano kontrakt z piłkarzem. Później grał w algierskim JS Saoura, a także w Pogoni Siedlce i Olimpii Grudziądz.
W lutym 2016 podpisał trzyipółletni kontrakt z CS Marítimo.
Namawiany był do przyjęcia obywatelstwa gruzińskiego i gry w młodzieżowej kadrze tego kraju, jednak nie skorzystał z propozycji. Wraz z reprezentacją Kamerunu U-20 uczestniczył w 2009 roku w mistrzostwach Świata w Egipcie. Zagrał w dwóch meczach – wygranym z Koreą Południową oraz przegranym ze Stanami Zjednoczonymi.

## Sukcesy
- Awans do Ekstraklasy: 2011/2012
- Puchar Gruzji: 2008/2009